# Copa Conecta 2024
La Copa Conecta 2024 fue la tercera edición de la Copa Conecta, un torneo oficial celebrado entre los equipos de la Liga Premier de México y la Liga TDP.

## Sistema de competición

### Clasificación
La Copa Conecta es disputada por 32 equipos: 11 provenientes de la Liga Premier, 20 clubes de la Liga TDP y el campeón de la edición anterior. Los 11 clubes de la segunda división son elegidos de la siguiente manera: cuatro equipos participantes de la Serie A y siete escuadras provenientes de la Serie B. En el caso de la Serie A los representantes son los dos mejores equipos de cada uno de los grupos al finalizar la primera vuelta de la temporada. Mientras que los siete clubes de la Serie B son aquellos que finalizaron la primera mitad de la temporada entre los primeros siete lugares de la tabla general. En el caso de la Liga TDP los 20 equipos se dividen entre los 17 líderes de la primera mitad de la temporada en los 17 grupos de la categoría y los tres equipos con el mejor cociente que no fueron líderes de su grupo.

### Desarrollo
El torneo constará de las fases de:
- Dieciseisavos de final
- Octavos de final
- Cuartos de final
- Semifinales
- Final

En todas las rondas las series eliminatorias se jugarán a un solo partido en la sede del equipo de la Liga TDP, en caso de que los clubes coincidan en la misma categoría, el partido será disputado en el estadio del equipo mejor clasificado y tomando como criterio para los emparejamientos la ubicación geográfica de cada uno de los participantes. En caso de empate en el tiempo regular se disputará una serie de tiros penales para definir al ganador de la eliminatoria. Los equipos filiales de escuadras de la Liga MX y Liga de Expansión MX podrán participar en el torneo pero únicamente con los jugadores registrados como parte de esta escuadra.

## Equipos clasificados
| Liga Premier (12 equipos) | Liga TDP (20 equipos) |
| --- | --- |
| Serie A - Chihuahua F.C. - Inter Playa - Los Cabos United - Petroleros de Salamanca - Racing Porto Palmeiras Serie B - Aguacateros CDU - Artesanos Metepec F.C. - Pachuca Premier - C.D. Ayense - CDM F.C. - C.D. Chilpancingo - Santiago F.C. | - C.F. Cadereyta - Celaya F.C. TDP - Cimarrones "C" - Cordobés F.C. - Deportivo Tala - Diablos Tesistán - Deportivo Soria. - Garzas Blancas F.C. - H2O Purépechas F.C. - Leones Negros "C" - C.D. Muxes - Orgullo Surtam - Orishas Tepeji F.C. - PDLA F.C. - Pioneros Junior - Potosinos F.C. - Tigres de Álica F.C. - Deportivo Toluca "B" - UFD Tuzos Pachuca - C.D. Yautepec |

## Cuadro Eliminatorio
Tras cada eliminatoria los equipos serán acomodados de acuerdo al criterio de proximidad geográfica para definir las siguientes fases de la competencia.
|  | Dieciseisavos de final  | Dieciseisavos de final  | Dieciseisavos de final  |                         |                          | Octavos de final         | Octavos de final | Octavos de final |  |                          | Cuartos de final         | Cuartos de final | Cuartos de final |  |                     | Semifinales         | Semifinales | Semifinales |  |                        | Final                  | Final | Final |  |
|  |                         |                         |                         |                         |                          |                          |                  |                  |  |                          |                          |                  |                  |  |                     |                     |             |             |  |                        |                        |       |       |  |
|  |                         |                         |                         |                         |                          |                          |                  |                  |  |                          |                          |                  |                  |  |                     |                     |             |             |  |                        |                        |       |       |  |
|  | C.D. Yautepec           | C.D. Yautepec           | 3                       |                         |                          |                          |                  |                  |  |                          |                          |                  |                  |  |                     |                     |             |             |  |                        |                        |       |       |  |
|  | C.D. Yautepec           | C.D. Yautepec           | 3                       |                         |                          |                          |                  |                  |  |                          |                          |                  |                  |  |                     |                     |             |             |  |                        |                        |       |       |  |
|  | C.D. Chilpancingo       | C.D. Chilpancingo       | 1                       |                         |                          |                          |                  |                  |  |                          |                          |                  |                  |  |                     |                     |             |             |  |                        |                        |       |       |  |
|  | C.D. Chilpancingo       | C.D. Chilpancingo       | 1                       |                         | C.D. Yautepec            | C.D. Yautepec            | 1                |                  |  |                          |                          |                  |                  |  |                     |                     |             |             |  |                        |                        |       |       |  |
|  |                         |                         |                         |                         | C.D. Yautepec            | C.D. Yautepec            | 1                |                  |  |                          |                          |                  |                  |  |                     |                     |             |             |  |                        |                        |       |       |  |
|  |                         |                         | Inter Playa             | Inter Playa             | 0                        |                          |                  |                  |  |                          |                          |                  |                  |  |                     |                     |             |             |  |                        |                        |       |       |  |
|  | Pioneros Junior         | Pioneros Junior         | Inter Playa             | Inter Playa             | 0                        | 0                        |                  |                  |  |                          |                          |                  |                  |  |                     |                     |             |             |  |                        |                        |       |       |  |
|  | Pioneros Junior         | Pioneros Junior         |                         |                         |                          |                          |                  |                  |  |                          |                          |                  |                  |  |                     |                     |             |             |  |                        |                        |       |       |  |
|  | Inter Playa             | Inter Playa             | 2                       |                         |                          |                          |                  |                  |  |                          |                          |                  |                  |  |                     |                     |             |             |  |                        |                        |       |       |  |
|  | Inter Playa             | Inter Playa             | 2                       |                         |                          |                          |                  |                  |  | C.D. Yautepec            | C.D. Yautepec            | 2                |                  |  |                     |                     |             |             |  |                        |                        |       |       |  |
|  |                         |                         |                         |                         |                          |                          |                  |                  |  | C.D. Yautepec            | C.D. Yautepec            | 2                |                  |  |                     |                     |             |             |  |                        |                        |       |       |  |
|  |                         |                         | UFD Tuzos Pachuca       | UFD Tuzos Pachuca       | 1                        |                          |                  |                  |  |                          |                          |                  |                  |  |                     |                     |             |             |  |                        |                        |       |       |  |
|  | Orgullo Surtam          | Orgullo Surtam          | UFD Tuzos Pachuca       | UFD Tuzos Pachuca       | 1                        | 2                        |                  |                  |  |                          |                          |                  |                  |  |                     |                     |             |             |  |                        |                        |       |       |  |
|  | Orgullo Surtam          | Orgullo Surtam          |                         |                         |                          |                          |                  |                  |  |                          |                          |                  |                  |  |                     |                     |             |             |  |                        |                        |       |       |  |
|  | Atlético Pachuca        | Atlético Pachuca        | 0                       |                         |                          |                          |                  |                  |  |                          |                          |                  |                  |  |                     |                     |             |             |  |                        |                        |       |       |  |
|  | Atlético Pachuca        | Atlético Pachuca        | 0                       |                         | Orgullo Surtam           | Orgullo Surtam           | 3 (12)           |                  |  |                          |                          |                  |                  |  |                     |                     |             |             |  |                        |                        |       |       |  |
|  |                         |                         |                         |                         | Orgullo Surtam           | Orgullo Surtam           | 3 (12)           |                  |  |                          |                          |                  |                  |  |                     |                     |             |             |  |                        |                        |       |       |  |
|  |                         |                         | UFD Tuzos Pachuca (p.)  | UFD Tuzos Pachuca (p.)  | 3 (13)                   |                          |                  |                  |  |                          |                          |                  |                  |  |                     |                     |             |             |  |                        |                        |       |       |  |
|  | UFD Tuzos Pachuca       | UFD Tuzos Pachuca       | UFD Tuzos Pachuca (p.)  | UFD Tuzos Pachuca (p.)  | 3 (13)                   | 2                        |                  |                  |  |                          |                          |                  |                  |  |                     |                     |             |             |  |                        |                        |       |       |  |
|  | UFD Tuzos Pachuca       | UFD Tuzos Pachuca       |                         |                         |                          |                          |                  |                  |  |                          |                          |                  |                  |  |                     |                     |             |             |  |                        |                        |       |       |  |
|  | PDLA F.C.               | PDLA F.C.               | 0                       |                         |                          |                          |                  |                  |  |                          |                          |                  |                  |  |                     |                     |             |             |  |                        |                        |       |       |  |
|  | PDLA F.C.               | PDLA F.C.               | 0                       |                         |                          |                          |                  |                  |  |                          |                          |                  |                  |  | C.D. Yautepec       | C.D. Yautepec       | 0           |             |  |                        |                        |       |       |  |
|  |                         |                         |                         |                         |                          |                          |                  |                  |  |                          |                          |                  |                  |  | C.D. Yautepec       | C.D. Yautepec       | 0           |             |  |                        |                        |       |       |  |
|  |                         |                         | Racing Porto Palmeiras  | Racing Porto Palmeiras  | 1                        |                          |                  |                  |  |                          |                          |                  |                  |  |                     |                     |             |             |  |                        |                        |       |       |  |
|  | Cordobés F.C.           | Cordobés F.C.           | Racing Porto Palmeiras  | Racing Porto Palmeiras  | 1                        | 1                        |                  |                  |  |                          |                          |                  |                  |  |                     |                     |             |             |  |                        |                        |       |       |  |
|  | Cordobés F.C.           | Cordobés F.C.           |                         |                         |                          |                          |                  |                  |  |                          |                          |                  |                  |  |                     |                     |             |             |  |                        |                        |       |       |  |
|  | Artesanos Metepec F.C.  | Artesanos Metepec F.C.  | 0                       |                         |                          |                          |                  |                  |  |                          |                          |                  |                  |  |                     |                     |             |             |  |                        |                        |       |       |  |
|  | Artesanos Metepec F.C.  | Artesanos Metepec F.C.  | 0                       |                         | Cordobés F.C.            | Cordobés F.C.            | 0 (1)            |                  |  |                          |                          |                  |                  |  |                     |                     |             |             |  |                        |                        |       |       |  |
|  |                         |                         |                         |                         | Cordobés F.C.            | Cordobés F.C.            | 0 (1)            |                  |  |                          |                          |                  |                  |  |                     |                     |             |             |  |                        |                        |       |       |  |
|  |                         |                         | CDM F.C. (p.)           | CDM F.C. (p.)           | 0 (4)                    |                          |                  |                  |  |                          |                          |                  |                  |  |                     |                     |             |             |  |                        |                        |       |       |  |
|  | CDM F.C.                | CDM F.C.                | CDM F.C. (p.)           | CDM F.C. (p.)           | 0 (4)                    | 3                        |                  |                  |  |                          |                          |                  |                  |  |                     |                     |             |             |  |                        |                        |       |       |  |
|  | CDM F.C.                | CDM F.C.                |                         |                         |                          |                          |                  |                  |  |                          |                          |                  |                  |  |                     |                     |             |             |  |                        |                        |       |       |  |
|  | C.D. Muxes              | C.D. Muxes              | 2                       |                         |                          |                          |                  |                  |  |                          |                          |                  |                  |  |                     |                     |             |             |  |                        |                        |       |       |  |
|  | C.D. Muxes              | C.D. Muxes              | 2                       |                         |                          |                          |                  |                  |  | CDM F.C.                 | CDM F.C.                 | 1                |                  |  |                     |                     |             |             |  |                        |                        |       |       |  |
|  |                         |                         |                         |                         |                          |                          |                  |                  |  | CDM F.C.                 | CDM F.C.                 | 1                |                  |  |                     |                     |             |             |  |                        |                        |       |       |  |
|  |                         |                         | Racing Porto Palmeiras  | Racing Porto Palmeiras  | 2                        |                          |                  |                  |  |                          |                          |                  |                  |  |                     |                     |             |             |  |                        |                        |       |       |  |
|  | Orishas Tepeji F.C.     | Orishas Tepeji F.C.     | Racing Porto Palmeiras  | Racing Porto Palmeiras  | 2                        | 0                        |                  |                  |  |                          |                          |                  |                  |  |                     |                     |             |             |  |                        |                        |       |       |  |
|  | Orishas Tepeji F.C.     | Orishas Tepeji F.C.     |                         |                         |                          |                          |                  |                  |  |                          |                          |                  |                  |  |                     |                     |             |             |  |                        |                        |       |       |  |
|  | Deportivo Toluca "B"    | Deportivo Toluca "B"    | 1                       |                         |                          |                          |                  |                  |  |                          |                          |                  |                  |  |                     |                     |             |             |  |                        |                        |       |       |  |
|  | Deportivo Toluca "B"    | Deportivo Toluca "B"    | 1                       |                         | Deportivo Toluca "B"     | Deportivo Toluca "B"     | 1                |                  |  |                          |                          |                  |                  |  |                     |                     |             |             |  |                        |                        |       |       |  |
|  |                         |                         |                         |                         | Deportivo Toluca "B"     | Deportivo Toluca "B"     | 1                |                  |  |                          |                          |                  |                  |  |                     |                     |             |             |  |                        |                        |       |       |  |
|  |                         |                         | Racing Porto Palmeiras  | Racing Porto Palmeiras  | 3                        |                          |                  |                  |  |                          |                          |                  |                  |  |                     |                     |             |             |  |                        |                        |       |       |  |
|  | Estudiantes del COBACH  | Estudiantes del COBACH  | Racing Porto Palmeiras  | Racing Porto Palmeiras  | 3                        | 1                        |                  |                  |  |                          |                          |                  |                  |  |                     |                     |             |             |  |                        |                        |       |       |  |
|  | Estudiantes del COBACH  | Estudiantes del COBACH  |                         |                         |                          |                          |                  |                  |  |                          |                          |                  |                  |  |                     |                     |             |             |  |                        |                        |       |       |  |
|  | Racing Porto Palmeiras  | Racing Porto Palmeiras  | 2                       |                         |                          |                          |                  |                  |  |                          |                          |                  |                  |  |                     |                     |             |             |  |                        |                        |       |       |  |
|  | Racing Porto Palmeiras  | Racing Porto Palmeiras  | 2                       |                         |                          |                          |                  |                  |  |                          |                          |                  |                  |  |                     |                     |             |             |  | Racing Porto Palmeiras | Racing Porto Palmeiras | 2     |       |  |
|  |                         |                         |                         |                         |                          |                          |                  |                  |  |                          |                          |                  |                  |  |                     |                     |             |             |  | Racing Porto Palmeiras | Racing Porto Palmeiras | 2     |       |  |
|  |                         |                         | Diablos Tesistán        | Diablos Tesistán        | 0                        |                          |                  |                  |  |                          |                          |                  |                  |  |                     |                     |             |             |  |                        |                        |       |       |  |
|  | H2O Purépechas F.C.     | H2O Purépechas F.C.     | Diablos Tesistán        | Diablos Tesistán        | 0                        | 1                        |                  |                  |  |                          |                          |                  |                  |  |                     |                     |             |             |  |                        |                        |       |       |  |
|  | H2O Purépechas F.C.     | H2O Purépechas F.C.     |                         |                         |                          |                          |                  |                  |  |                          |                          |                  |                  |  |                     |                     |             |             |  |                        |                        |       |       |  |
|  | Aguacateros CDU         | Aguacateros CDU         | 0                       |                         |                          |                          |                  |                  |  |                          |                          |                  |                  |  |                     |                     |             |             |  |                        |                        |       |       |  |
|  | Aguacateros CDU         | Aguacateros CDU         | 0                       |                         | H2O Purépechas F.C. (p.) | H2O Purépechas F.C. (p.) | 1 (5)            |                  |  |                          |                          |                  |                  |  |                     |                     |             |             |  |                        |                        |       |       |  |
|  |                         |                         |                         |                         | H2O Purépechas F.C. (p.) | H2O Purépechas F.C. (p.) | 1 (5)            |                  |  |                          |                          |                  |                  |  |                     |                     |             |             |  |                        |                        |       |       |  |
|  |                         |                         | Petroleros de Salamanca | Petroleros de Salamanca | 1 (4)                    |                          |                  |                  |  |                          |                          |                  |                  |  |                     |                     |             |             |  |                        |                        |       |       |  |
|  | Celaya F.C. TDP         | Celaya F.C. TDP         | Petroleros de Salamanca | Petroleros de Salamanca | 1 (4)                    | 0                        |                  |                  |  |                          |                          |                  |                  |  |                     |                     |             |             |  |                        |                        |       |       |  |
|  | Celaya F.C. TDP         | Celaya F.C. TDP         |                         |                         |                          |                          |                  |                  |  |                          |                          |                  |                  |  |                     |                     |             |             |  |                        |                        |       |       |  |
|  | Petroleros de Salamanca | Petroleros de Salamanca | 5                       |                         |                          |                          |                  |                  |  |                          |                          |                  |                  |  |                     |                     |             |             |  |                        |                        |       |       |  |
|  | Petroleros de Salamanca | Petroleros de Salamanca | 5                       |                         |                          |                          |                  |                  |  | H2O Purépechas F.C. (p.) | H2O Purépechas F.C. (p.) | 1 (3)            |                  |  |                     |                     |             |             |  |                        |                        |       |       |  |
|  |                         |                         |                         |                         |                          |                          |                  |                  |  | H2O Purépechas F.C. (p.) | H2O Purépechas F.C. (p.) | 1 (3)            |                  |  |                     |                     |             |             |  |                        |                        |       |       |  |
|  |                         |                         | Potosinos F.C.          | Potosinos F.C.          | 1 (2)                    |                          |                  |                  |  |                          |                          |                  |                  |  |                     |                     |             |             |  |                        |                        |       |       |  |
|  | C.F. Cadereyta          | C.F. Cadereyta          | Potosinos F.C.          | Potosinos F.C.          | 1 (2)                    | 1                        |                  |                  |  |                          |                          |                  |                  |  |                     |                     |             |             |  |                        |                        |       |       |  |
|  | C.F. Cadereyta          | C.F. Cadereyta          |                         |                         |                          |                          |                  |                  |  |                          |                          |                  |                  |  |                     |                     |             |             |  |                        |                        |       |       |  |
|  | Santiago F.C.           | Santiago F.C.           | 0                       |                         |                          |                          |                  |                  |  |                          |                          |                  |                  |  |                     |                     |             |             |  |                        |                        |       |       |  |
|  | Santiago F.C.           | Santiago F.C.           | 0                       |                         | C.F. Cadereyta           | C.F. Cadereyta           | 1                |                  |  |                          |                          |                  |                  |  |                     |                     |             |             |  |                        |                        |       |       |  |
|  |                         |                         |                         |                         | C.F. Cadereyta           | C.F. Cadereyta           | 1                |                  |  |                          |                          |                  |                  |  |                     |                     |             |             |  |                        |                        |       |       |  |
|  |                         |                         | Potosinos F.C.          | Potosinos F.C.          | 2                        |                          |                  |                  |  |                          |                          |                  |                  |  |                     |                     |             |             |  |                        |                        |       |       |  |
|  | Potosinos F.C.          | Potosinos F.C.          | Potosinos F.C.          | Potosinos F.C.          | 2                        | 2                        |                  |                  |  |                          |                          |                  |                  |  |                     |                     |             |             |  |                        |                        |       |       |  |
|  | Potosinos F.C.          | Potosinos F.C.          |                         |                         |                          |                          |                  |                  |  |                          |                          |                  |                  |  |                     |                     |             |             |  |                        |                        |       |       |  |
|  | Garzas Blancas F.C.     | Garzas Blancas F.C.     | 1                       |                         |                          |                          |                  |                  |  |                          |                          |                  |                  |  |                     |                     |             |             |  |                        |                        |       |       |  |
|  | Garzas Blancas F.C.     | Garzas Blancas F.C.     | 1                       |                         |                          |                          |                  |                  |  |                          |                          |                  |                  |  | H2O Purépechas F.C. | H2O Purépechas F.C. | 0           |             |  |                        |                        |       |       |  |
|  |                         |                         |                         |                         |                          |                          |                  |                  |  |                          |                          |                  |                  |  | H2O Purépechas F.C. | H2O Purépechas F.C. | 0           |             |  |                        |                        |       |       |  |
|  |                         |                         | Diablos Tesistán        | Diablos Tesistán        | 4                        |                          |                  |                  |  |                          |                          |                  |                  |  |                     |                     |             |             |  |                        |                        |       |       |  |
|  | Diablos Tesistán        | Diablos Tesistán        | Diablos Tesistán        | Diablos Tesistán        | 4                        | 4                        |                  |                  |  |                          |                          |                  |                  |  |                     |                     |             |             |  |                        |                        |       |       |  |
|  | Diablos Tesistán        | Diablos Tesistán        |                         |                         |                          |                          |                  |                  |  |                          |                          |                  |                  |  |                     |                     |             |             |  |                        |                        |       |       |  |
|  | C.D. Ayense             | C.D. Ayense             | 1                       |                         |                          |                          |                  |                  |  |                          |                          |                  |                  |  |                     |                     |             |             |  |                        |                        |       |       |  |
|  | C.D. Ayense             | C.D. Ayense             | 1                       |                         | Diablos Tesistán (p.)    | Diablos Tesistán (p.)    | 1 (4)            |                  |  |                          |                          |                  |                  |  |                     |                     |             |             |  |                        |                        |       |       |  |
|  |                         |                         |                         |                         | Diablos Tesistán (p.)    | Diablos Tesistán (p.)    | 1 (4)            |                  |  |                          |                          |                  |                  |  |                     |                     |             |             |  |                        |                        |       |       |  |
|  |                         |                         | Deportivo Tala          | Deportivo Tala          | 1 (2)                    |                          |                  |                  |  |                          |                          |                  |                  |  |                     |                     |             |             |  |                        |                        |       |       |  |
|  | Tigres de Álica F.C.    | Tigres de Álica F.C.    | Deportivo Tala          | Deportivo Tala          | 1 (2)                    | 1                        |                  |                  |  |                          |                          |                  |                  |  |                     |                     |             |             |  |                        |                        |       |       |  |
|  | Tigres de Álica F.C.    | Tigres de Álica F.C.    |                         |                         |                          |                          |                  |                  |  |                          |                          |                  |                  |  |                     |                     |             |             |  |                        |                        |       |       |  |
|  | Deportivo Tala          | Deportivo Tala          | 2                       |                         |                          |                          |                  |                  |  |                          |                          |                  |                  |  |                     |                     |             |             |  |                        |                        |       |       |  |
|  | Deportivo Tala          | Deportivo Tala          | 2                       |                         |                          |                          |                  |                  |  | Diablos Tesistán         | Diablos Tesistán         | 4                |                  |  |                     |                     |             |             |  |                        |                        |       |       |  |
|  |                         |                         |                         |                         |                          |                          |                  |                  |  | Diablos Tesistán         | Diablos Tesistán         | 4                |                  |  |                     |                     |             |             |  |                        |                        |       |       |  |
|  |                         |                         | Los Cabos United        | Los Cabos United        | 2                        |                          |                  |                  |  |                          |                          |                  |                  |  |                     |                     |             |             |  |                        |                        |       |       |  |
|  | Cimarrones "C"          | Cimarrones "C"          | Los Cabos United        | Los Cabos United        | 2                        | 3                        |                  |                  |  |                          |                          |                  |                  |  |                     |                     |             |             |  |                        |                        |       |       |  |
|  | Cimarrones "C"          | Cimarrones "C"          |                         |                         |                          |                          |                  |                  |  |                          |                          |                  |                  |  |                     |                     |             |             |  |                        |                        |       |       |  |
|  | Chihuahua F.C.          | Chihuahua F.C.          | 1                       |                         |                          |                          |                  |                  |  |                          |                          |                  |                  |  |                     |                     |             |             |  |                        |                        |       |       |  |
|  | Chihuahua F.C.          | Chihuahua F.C.          | 1                       |                         | Cimarrones "C"           | Cimarrones "C"           | 2 (4)            |                  |  |                          |                          |                  |                  |  |                     |                     |             |             |  |                        |                        |       |       |  |
|  |                         |                         |                         |                         | Cimarrones "C"           | Cimarrones "C"           | 2 (4)            |                  |  |                          |                          |                  |                  |  |                     |                     |             |             |  |                        |                        |       |       |  |
|  |                         |                         | Los Cabos United (p.)   | Los Cabos United (p.)   | 2 (5)                    |                          |                  |                  |  |                          |                          |                  |                  |  |                     |                     |             |             |  |                        |                        |       |       |  |
|  | Leones Negros "C"       | Leones Negros "C"       | Los Cabos United (p.)   | Los Cabos United (p.)   | 2 (5)                    | 1                        |                  |                  |  |                          |                          |                  |                  |  |                     |                     |             |             |  |                        |                        |       |       |  |
|  | Leones Negros "C"       | Leones Negros "C"       |                         |                         |                          |                          |                  |                  |  |                          |                          |                  |                  |  |                     |                     |             |             |  |                        |                        |       |       |  |
|  | Los Cabos United        | Los Cabos United        | 2                       |                         |                          |                          |                  |                  |  |                          |                          |                  |                  |  |                     |                     |             |             |  |                        |                        |       |       |  |
|  | Los Cabos United        | Los Cabos United        | 2                       |                         |                          |                          |                  |                  |  |                          |                          |                  |                  |  |                     |                     |             |             |  |                        |                        |       |       |  |
|  |                         |                         |                         |                         |                          |                          |                  |                  |  |                          |                          |                  |                  |  |                     |                     |             |             |  |                        |                        |       |       |  |

## Desarrollo

### Dieciseisavos de final
Los partidos se llevarán a cabo en la sede del equipo de la categoría inferior o en el estadio del club mejor clasificado si ambos equipos coinciden en la misma liga.
| 23 de enero de 2024, 15:00 (UTC -5)   | Pioneros Junior | 0:2 (0:0) | Inter Playa                    | Estadio Cancún 86, Cancún, Quintana Roo                                     |                                                                             |
|                                       |                 | Reporte   | 46' A. González · 73' J. Pérez | Asistencia: 1 500 espectadores Árbitro(s): Heisel Gerardo Santana Argüelles | Asistencia: 1 500 espectadores Árbitro(s): Heisel Gerardo Santana Argüelles |
| Inter Playa avanzó a octavos de final |                 |           |                                |                                                                             |                                                                             |

| 23 de enero de 2024, 15:00 (UTC -7)      | Cimarrones "C"                        | 3:1 (2:0) | Chihuahua F.C. | Estadio Héroe de Nacozari, Hermosillo, Sonora                             |                                                                           |
|                                          | E. Orrantia 14', 38' · J. Payares 77' | Reporte   | 55' C. Ruiz    | Asistencia: 0 espectadores Árbitro(s): Abraham Guadalupe Espinoza Serrano | Asistencia: 0 espectadores Árbitro(s): Abraham Guadalupe Espinoza Serrano |
| Cimarrones "C" avanzó a octavos de final |                                       |           |                |                                                                           |                                                                           |

| 23 de enero de 2024, 16:00 (UTC -6)               | Celaya F.C. TDP | 0:5 (0:1) | Petroleros de Salamanca                                                | Estadio Miguel Alemán Valdés, Celaya, Guanajuato                      |                                                                       |
|                                                   |                 | Reporte   | 25', 64' K. González · 50' J. Morales · 61' C. Vázquez · 78' J. Topete | Asistencia: 250 espectadores Árbitro(s): Luis Roberto Hernández Salas | Asistencia: 250 espectadores Árbitro(s): Luis Roberto Hernández Salas |
| Petroleros de Salamanca avanzó a octavos de final |                 |           |                                                                        |                                                                       |                                                                       |

| 23 de enero de 2024, 18:00 (UTC -6)            | Orishas Tepeji F.C. | 0:1 (0:1) | Deportivo Toluca "B" | Deportivo Tepeji, Tepeji del Río, Hidalgo                              |                                                                        |
|                                                |                     | Reporte   | 10' K. Castillo      | Asistencia: 250 espectadores Árbitro(s): Luis Felipe Castillo Martínez | Asistencia: 250 espectadores Árbitro(s): Luis Felipe Castillo Martínez |
| Deportivo Toluca "B" avanzó a octavos de final |                     |           |                      |                                                                        |                                                                        |

| 23 de enero de 2024, 18:00 (UTC -6)     | C.D. Yautepec             | 3:1 (2:0) | C.D. Chilpancingo | Campo deportivo Yautepec, Yautepec, Morelos                         |                                                                     |
|                                         | E. Meléndez 30', 44', 65' | Reporte   | 90' O. Nava       | Asistencia: 300 espectadores Árbitro(s): Daniel Misael Marín Quiroz | Asistencia: 300 espectadores Árbitro(s): Daniel Misael Marín Quiroz |
| C.D. Yautepec avanzó a octavos de final |                           |           |                   |                                                                     |                                                                     |

| 23 de enero de 2024, 18:00 (UTC -6)      | C.F. Cadereyta | 1:0 (0:0) | Santiago F.C. | Estadio Clemente Salinas Netro, Cadereyta Jiménez, Nuevo León            |                                                                          |
|                                          | B. Díaz 56'    | Reporte   |               | Asistencia: 300 espectadores Árbitro(s): Antonio Jesús Villarreal Carlos | Asistencia: 300 espectadores Árbitro(s): Antonio Jesús Villarreal Carlos |
| C.F. Cadereyta avanzó a octavos de final |                |           |               |                                                                          |                                                                          |

| 24 de enero de 2024, 10:00 (UTC -6)      | Potosinos F.C.                    | 2:1 (0:1) | Garzas Blancas F.C. | Unidad Deportiva Adolfo López Mateos, San Luis Potosí, S.L.P.        |                                                                      |
|                                          | D. Cerda 47' · A. de la Torre 54' | Reporte   | 38' L. Salas        | Asistencia: 100 espectadores Árbitro(s): Mauricio Rodríguez Martínez | Asistencia: 100 espectadores Árbitro(s): Mauricio Rodríguez Martínez |
| Potosinos F.C. avanzó a octavos de final |                                   |           |                     |                                                                      |                                                                      |

| 24 de enero de 2024, 15:00 (UTC -6)        | Leones Negros "C" | 1:2 (0:2) | Los Cabos United | Club Deportivo U. de G. La Primavera, Zapopan, Jalisco               |                                                                      |
|                                            | F. Morales 48'    | Reporte   | 29', 45' Andrey  | Asistencia: 50 espectadores Árbitro(s): Omar Alejandro Ortega García | Asistencia: 50 espectadores Árbitro(s): Omar Alejandro Ortega García |
| Los Cabos United avanzó a octavos de final |                   |           |                  |                                                                      |                                                                      |

| 24 de enero de 2024, 15:00 (UTC -6)      | Orgullo Surtam                | 2:0 (1:0) | Atlético Pachuca | Estadio Tamaulipas, Tampico Madero, Tamaulipas                         |                                                                        |
|                                          | J. Reyes 34' · A. Márquez 85' | Reporte   |                  | Asistencia: 250 espectadores Árbitro(s): Rolando Arturo Alcalá Ramírez | Asistencia: 250 espectadores Árbitro(s): Rolando Arturo Alcalá Ramírez |
| Orgullo Surtam avanzó a octavos de final |                               |           |                  |                                                                        |                                                                        |

| 24 de enero de 2024, 15:00 (UTC -6)           | H2O Purépechas F.C. | 1:0 (1:0) | Aguacateros CDU | Cancha anexa al estadio Morelos, Morelia, Michoacán                   |                                                                       |
|                                               | F. Rivas 39'        | Reporte   |                 | Asistencia: 300 espectadores Árbitro(s): Oswaldo Javier Quezada Gómez | Asistencia: 300 espectadores Árbitro(s): Oswaldo Javier Quezada Gómez |
| H2O Purépechas F.C. avanzó a octavos de final |                     |           |                 |                                                                       |                                                                       |

| 24 de enero de 2024, 15:00 (UTC -6)     | UFD Tuzos Pachuca            | 2:0 (1:0) | PDLA F.C. | Universidad del Fútbol, San Agustín Tlaxiaca, Hidalgo              |                                                                    |
|                                         | E. Rojas 23' · D. Méndez 59' | Reporte   |           | Asistencia: 200 espectadores Árbitro(s): Alejandro Tavernier Pérez | Asistencia: 200 espectadores Árbitro(s): Alejandro Tavernier Pérez |
| Tuzos Pachuca avanzó a octavos de final |                              |           |           |                                                                    |                                                                    |

| 24 de enero de 2024, 15:00 (UTC -7)      | Tigres de Álica F.C. | 1:2 (0:2) | Deportivo Tala     | Unidad Deportiva Juanelo, Tepic, Nayarit                               |                                                                        |
|                                          | O. Saavedra 50'      | Reporte   | 28', 33' L. Cuevas | Asistencia: 300 espectadores Árbitro(s): Alan Eduardo Contreras Sotelo | Asistencia: 300 espectadores Árbitro(s): Alan Eduardo Contreras Sotelo |
| Deportivo Tala avanzó a octavos de final |                      |           |                    |                                                                        |                                                                        |

| 24 de enero de 2024, 15:15 (UTC -6)        | Diablos Tesistán                                                   | 4:1 (3:1) | C.D. Ayense     | Deportivo Diablos Tesistán, Tesistán, Jalisco                  |                                                                |
|                                            | O. Botello 22' · J. Casillas 24' · V. Arteaga 36' · R. Briseño 82' | Reporte   | 28' R. Magallón | Asistencia: 500 espectadores Árbitro(s): Mario Velázquez Román | Asistencia: 500 espectadores Árbitro(s): Mario Velázquez Román |
| Diablos Tesistán avanzó a octavos de final |                                                                    |           |                 |                                                                |                                                                |

| 24 de enero de 2024, 15:30 (UTC -6)              | Estudiantes del COBACH | 1:2 (1:1) | Racing Porto Palmeiras       | Estadio Víctor Manuel Reyna, Tuxtla Gutiérrez, Chiapas               |                                                                      |
|                                                  | A. Espinosa 26'        | Reporte   | 44' M. Aguilar · 51' C. Leal | Asistencia: 1 200 espectadores Árbitro(s): Feliciano Álvarez Nanduca | Asistencia: 1 200 espectadores Árbitro(s): Feliciano Álvarez Nanduca |
| Racing Porto Palmeiras avanzó a octavos de final |                        |           |                              |                                                                      |                                                                      |

| 24 de enero de 2024, 15:30 (UTC -6)     | Cordobés F.C.  | 1:0 (0:0) | Artesanos Metepec F.C. | Estadio Alberto Pérez Navarro, Huixquilucan, Estado de México         |                                                                       |
|                                         | K. Benítez 90' | Reporte   |                        | Asistencia: 100 espectadores Árbitro(s): Benjamín Hernández Rodríguez | Asistencia: 100 espectadores Árbitro(s): Benjamín Hernández Rodríguez |
| Cordobés F.C. avanzó a octavos de final |                |           |                        |                                                                       |                                                                       |

| 24 de enero de 2024, 15:30 (UTC -6) | CDM F.C.                                      | 3:2 (2:1) | C.D. Muxes                      | Estadio Valentín González, Xochimilco, Ciudad de México               |                                                                       |
|                                     | C. Olivares 25' · L. Islas 41' · F. Muñoz 49' | Reporte   | 13' E. Olmos · 80' D. Velázquez | Asistencia: 500 espectadores Árbitro(s): José Carlos Meléndez Cansino | Asistencia: 500 espectadores Árbitro(s): José Carlos Meléndez Cansino |
| CDM F.C. avanzó a octavos de final  |                                               |           |                                 |                                                                       |                                                                       |

### Octavos de final
| 6 de febrero de 2024, 18:00 (UTC -6)    | C.D. Yautepec | 1:0 (0:0) | Inter Playa | Campo deportivo Yautepec, Yautepec, Morelos                   |                                                               |
|                                         | A. Silva 59'  | Reporte   |             | Asistencia: 400 espectadores Árbitro(s): Mauricio Roque Trejo | Asistencia: 400 espectadores Árbitro(s): Mauricio Roque Trejo |
| C.D. Yautepec avanzó a cuartos de final |               |           |             |                                                               |                                                               |

| 6 de febrero de 2024, 15:00 (UTC -6)    | Orgullo Surtam                        | 3:3 (2:1) (12:13 p.) | UFD Tuzos Pachuca                                 | Estadio Tamaulipas, Tampico Madero, Tamaulipas                     |                                                                    |
|                                         | A. de la Rosa 8' · J. Juárez 17', 49' | Reporte              | 36' R. Calderón · 58' R. Ortega · 76' M. Castillo | Asistencia: 550 espectadores Árbitro(s): Juan Jesús Selvera Parada | Asistencia: 550 espectadores Árbitro(s): Juan Jesús Selvera Parada |
| Tuzos Pachuca avanzó a cuartos de final |                                       |                      |                                                   |                                                                    |                                                                    |

| 6 de febrero de 2024, 15:30 (UTC -6) | Cordobés F.C. | 0:0 (1:4 p.) | CDM F.C. | Estadio Alberto Pérez Navarro, Huixquilucan, Estado de México     |                                                                   |
|                                      |               | Reporte      |          | Asistencia: 120 espectadores Árbitro(s): Maximiliano Arias Guzmán | Asistencia: 120 espectadores Árbitro(s): Maximiliano Arias Guzmán |
| CDM F.C. avanzó a cuartos de final   |               |              |          |                                                                   |                                                                   |

| 7 de febrero de 2024, 10:00 (UTC -6)             | Deportivo Toluca "B" | 1:3 (0:1) | Racing Porto Palmeiras                     | Instalaciones de Metepec Cancha 2, Metepec, Estado de México         |                                                                      |
|                                                  | K. Castillo 58'      | Reporte   | 13' A. Díaz · 47' G. Sánchez · 90' J. Cruz | Asistencia: 50 espectadores Árbitro(s): Miguel Ángel Morales Sánchez | Asistencia: 50 espectadores Árbitro(s): Miguel Ángel Morales Sánchez |
| Racing Porto Palmeiras avanzó a cuartos de final |                      |           |                                            |                                                                      |                                                                      |

| 6 de febrero de 2024, 15:00 (UTC -6)          | H2O Purépechas F.C. | 1:1 (0:1) | Petroleros de Salamanca | Cancha anexa al estadio Morelos, Morelia, Michoacán         |                                                             |
|                                               | R. Fuentes 59'      | Reporte   | 36' E. Mendoza          | Asistencia: 150 espectadores Árbitro(s): Rafael Heras Villa | Asistencia: 150 espectadores Árbitro(s): Rafael Heras Villa |
| H2O Purépechas F.C. avanzó a cuartos de final |                     |           |                         |                                                             |                                                             |

| 6 de febrero de 2024, 18:00 (UTC -6)     | C.F. Cadereyta | 1:2 (0:0) | Potosinos F.C.               | Estadio Clemente Salinas Netro, Cadereyta Jiménez, Nuevo León    |                                                                  |
|                                          | J. Maciel 88'  | Reporte   | 64' S. Cerda · 78' D. Barrón | Asistencia: 300 espectadores Árbitro(s): José Miguel Peña Alanís | Asistencia: 300 espectadores Árbitro(s): José Miguel Peña Alanís |
| Potosinos F.C. avanzó a cuartos de final |                |           |                              |                                                                  |                                                                  |

| 7 de febrero de 2024, 15:15 (UTC -6)       | Diablos Tesistán | 1:1 (0:0) (4:2 p.) | Deportivo Tala   | Deportivo Diablos Tesistán, Tesistán, Jalisco                         |                                                                       |
|                                            | O. Botello 48'   | Reporte            | 75' D. Hernández | Asistencia: 300 espectadores Árbitro(s): Omar Alejandro Ortega García | Asistencia: 300 espectadores Árbitro(s): Omar Alejandro Ortega García |
| Diablos Tesistán avanzó a cuartos de final |                  |                    |                  |                                                                       |                                                                       |

| 8 de febrero de 2024, 15:00 (UTC -7)       | Cimarrones "C"                   | 2:2 (1:1) (4:5 p.) | Los Cabos United          | Estadio Héroe de Nacozari, Hermosillo, Sonora                      |                                                                    |
|                                            | J. Payares 31' · J. Talavera 90' | Reporte            | 36' J. Cruz · 70' J. Ríos | Asistencia: 0 espectadores Árbitro(s): Félix Jahir Villegas Ávalos | Asistencia: 0 espectadores Árbitro(s): Félix Jahir Villegas Ávalos |
| Los Cabos United avanzó a cuartos de final |                                  |                    |                           |                                                                    |                                                                    |

### Cuartos de final
| 20 de febrero de 2024, 15:00 (UTC -6)    | H2O Purépechas F.C. | 1:1 (1:0) (3:2 p.) | Potosinos F.C. | Cancha anexa al estadio Morelos, Morelia, Michoacán                 |                                                                     |
|                                          | J. Rodríguez 45'    | Reporte            | 65' D. Barrón  | Asistencia: 100 espectadores Árbitro(s): Axel Jesús Ibares González | Asistencia: 100 espectadores Árbitro(s): Axel Jesús Ibares González |
| H2O Purépechas F.C. avanzó a Semifinales |                     |                    |                |                                                                     |                                                                     |

| 20 de febrero de 2024, 18:00 (UTC -6) | C.D. Yautepec                       | 2:1 (0:1) | UFD Tuzos Pachuca | Campo deportivo Yautepec, Yautepec, Morelos                         |                                                                     |
|                                       | S. Rodríguez 90' · M. Aguilar 90+2' | Reporte   | 6' M. Uribe       | Asistencia: 700 espectadores Árbitro(s): Edwin Alejandro Marín Luna | Asistencia: 700 espectadores Árbitro(s): Edwin Alejandro Marín Luna |
| C.D. Yautepec avanzó a Semifinales    |                                     |           |                   |                                                                     |                                                                     |

| 20 de febrero de 2024, 15:15 (UTC -6) | Diablos Tesistán                                       | 4:2 (1:2) | Los Cabos United             | Deportivo Diablos Tesistán, Tesistán, Jalisco                         |                                                                       |
|                                       | R. Briseño 39', 76' · O. Botello 59' · J. Casillas 69' | Reporte   | 18' J. Gámez · 29' J. Rangel | Asistencia: 200 espectadores Árbitro(s): Omar Alejandro Ortega García | Asistencia: 200 espectadores Árbitro(s): Omar Alejandro Ortega García |
| Diablos Tesistán avanzó a Semifinales |                                                        |           |                              |                                                                       |                                                                       |

| 21 de febrero de 2024, 12:00 (UTC -6)       | CDM F.C.     | 1:2 (1:1) | Racing Porto Palmeiras       | Estadio Valentín González, Xochimilco, Ciudad de México                |                                                                        |
|                                             | L. Islas 35' | Reporte   | 8' J. González · 68' A. Ruiz | Asistencia: 200 espectadores Árbitro(s): Marco Antonio Návez Hernández | Asistencia: 200 espectadores Árbitro(s): Marco Antonio Návez Hernández |
| Racing Porto Palmeiras avanzó a Semifinales |              |           |                              |                                                                        |                                                                        |

### Semifinales
| 13 de marzo de 2024, 15:15 (UTC -6) | Diablos Tesistán                                                 | 4:0 (0:0) | H2O Purépechas F.C. | Deportivo Diablos Tesistán, Tesistán, Jalisco                           |                                                                         |
|                                     | V. Arteaga 51' · O. Botello 53' · J. Casillas 64' · C. López 81' | Reporte   |                     | Asistencia: 300 espectadores Árbitro(s): Héctor Emilio Contreras Sotelo | Asistencia: 300 espectadores Árbitro(s): Héctor Emilio Contreras Sotelo |
| Diablos Tesistán avanzó a la Final  |                                                                  |           |                     |                                                                         |                                                                         |

| 20 de marzo de 2024, 18:00 (UTC -6)      | C.D. Yautepec | 0:1 0:1) | Racing Porto Palmeiras | Campo deportivo Yautepec, Yautepec, Morelos                         |                                                                     |
|                                          |               | Reporte  | 23' D. Hernández       | Asistencia: 600 espectadores Árbitro(s): Daniel Misael Marin Quiroz | Asistencia: 600 espectadores Árbitro(s): Daniel Misael Marin Quiroz |
| Racing Porto Palmeiras avanzó a la Final |               |          |                        |                                                                     |                                                                     |

### Final
| 10 de abril de 2024, 15:15 (UTC -6)                    | Diablos Tesistán | 0:2 (0:0) | Racing Porto Palmeiras            | Deportivo Diablos Tesistán, Tesistán, Jalisco                           |                                                                         |
|                                                        |                  | Reporte   | 81' G. Sánchez · 85' J. Rodríguez | Asistencia: 1 000 espectadores Árbitro(s): Omar Alejandro Ortega García | Asistencia: 1 000 espectadores Árbitro(s): Omar Alejandro Ortega García |
| Racing Porto Palmeiras campeón de la Copa Conecta 2024 |                  |           |                                   |                                                                         |                                                                         |

| 1     | POR   | Efrén López     |     |
| 3     | DEF   | Alejandro Cruz  |     |
| 4     | DEF   | Luis Flores     |     |
| 5     | DEF   | Christian López |     |
| 23    | DEF   | Joshua Navarro  | 63' |
| 31    | DEF   | Ángel González  | 86' |
| 6     | MED   | Johan Casillas  |     |
| 10    | MED   | Víctor Arteaga  | 86' |
| 11    | MED   | Hugo Rojas      | 63' |
| 20    | MED   | Daniel Sanabria | 81' |
| 21    | DEL   | Octavio Botello |     |
| D. T. | D. T. | Juan Martínez   |     |

| 1     | POR   | Edder Martínez   |     |
| 3     | DEF   | Jesús González   | 72' |
| 4     | DEF   | Diego Hernández  |     |
| 16    | DEF   | Eduardo Pastrana |     |
| 27    | DEF   | Sergio Vázquez   |     |
| 8     | MED   | Tomás Montano    | 45' |
| 10    | MED   | Fernando Cruz    |     |
| 14    | MED   | Cruz Leal        |     |
| 24    | MED   | Johan Rodríguez  | 89' |
| 30    | MED   | Fabrizio Ruiz    |     |
| 9     | DEL   | Jesús Leyva      | 72' |
| D. T. | D. T. | Héctor Real      |     |

| 15 | Delantero      | Rafael Briseño   | 63' |
| 37 | Centrocampista | Edgar Piña       | 63' |
| 12 | Centrocampista | Adolfo Reynaga   | 81' |
| 43 | Defensa        | Osvaldo González | 86' |
| 28 | Centrocampista | Hugo López       | 86' |

| 33 | Delantero | Gamaliel Sánchez | 45' |
| 7  | Delantero | Luis Cruz        | 72' |
| 19 | Defensa   | Carlos Prieto    | 72' |
| 13 | Defensa   | Luis González    | 89' |

| 81' · 85' | Gamaliel Sánchez Johan Rodríguez | 0:1 0:2 |

| 45' · 82' | Luis Flores Ángel González |

| 34' · 59' · 68' · 83' | Juan Cruz Sergio Vázquez Fabrizio Ruiz Edder Martínez |

| 90' | Juan Martínez |

| Principal  | Omar Alejandro Ortega García    |
| Asistentes | Ismael Abdiel Reyes Rodríguez   |
|            | Kevin Eduardo Pérez Villalpando |
| Cuarto     | Jairo Jovani Sosa Martínez      |

| 1     | POR   | Efrén López     |     |
| 3     | DEF   | Alejandro Cruz  |     |
| 4     | DEF   | Luis Flores     |     |
| 5     | DEF   | Christian López |     |
| 23    | DEF   | Joshua Navarro  | 63' |
| 31    | DEF   | Ángel González  | 86' |
| 6     | MED   | Johan Casillas  |     |
| 10    | MED   | Víctor Arteaga  | 86' |
| 11    | MED   | Hugo Rojas      | 63' |
| 20    | MED   | Daniel Sanabria | 81' |
| 21    | DEL   | Octavio Botello |     |
| D. T. | D. T. | Juan Martínez   |     |

| 1     | POR   | Edder Martínez   |     |
| 3     | DEF   | Jesús González   | 72' |
| 4     | DEF   | Diego Hernández  |     |
| 16    | DEF   | Eduardo Pastrana |     |
| 27    | DEF   | Sergio Vázquez   |     |
| 8     | MED   | Tomás Montano    | 45' |
| 10    | MED   | Fernando Cruz    |     |
| 14    | MED   | Cruz Leal        |     |
| 24    | MED   | Johan Rodríguez  | 89' |
| 30    | MED   | Fabrizio Ruiz    |     |
| 9     | DEL   | Jesús Leyva      | 72' |
| D. T. | D. T. | Héctor Real      |     |

| 15 | Delantero      | Rafael Briseño   | 63' |
| 37 | Centrocampista | Edgar Piña       | 63' |
| 12 | Centrocampista | Adolfo Reynaga   | 81' |
| 43 | Defensa        | Osvaldo González | 86' |
| 28 | Centrocampista | Hugo López       | 86' |

| 33 | Delantero | Gamaliel Sánchez | 45' |
| 7  | Delantero | Luis Cruz        | 72' |
| 19 | Defensa   | Carlos Prieto    | 72' |
| 13 | Defensa   | Luis González    | 89' |

| 81' · 85' | Gamaliel Sánchez Johan Rodríguez | 0:1 0:2 |

| 45' · 82' | Luis Flores Ángel González |

| 34' · 59' · 68' · 83' | Juan Cruz Sergio Vázquez Fabrizio Ruiz Edder Martínez |

| 90' | Juan Martínez |

| Principal  | Omar Alejandro Ortega García    |
| Asistentes | Ismael Abdiel Reyes Rodríguez   |
|            | Kevin Eduardo Pérez Villalpando |
| Cuarto     | Jairo Jovani Sosa Martínez      |

| 1     | POR   | Efrén López     |     |
| 3     | DEF   | Alejandro Cruz  |     |
| 4     | DEF   | Luis Flores     |     |
| 5     | DEF   | Christian López |     |
| 23    | DEF   | Joshua Navarro  | 63' |
| 31    | DEF   | Ángel González  | 86' |
| 6     | MED   | Johan Casillas  |     |
| 10    | MED   | Víctor Arteaga  | 86' |
| 11    | MED   | Hugo Rojas      | 63' |
| 20    | MED   | Daniel Sanabria | 81' |
| 21    | DEL   | Octavio Botello |     |
| D. T. | D. T. | Juan Martínez   |     |

| 1     | POR   | Edder Martínez   |     |
| 3     | DEF   | Jesús González   | 72' |
| 4     | DEF   | Diego Hernández  |     |
| 16    | DEF   | Eduardo Pastrana |     |
| 27    | DEF   | Sergio Vázquez   |     |
| 8     | MED   | Tomás Montano    | 45' |
| 10    | MED   | Fernando Cruz    |     |
| 14    | MED   | Cruz Leal        |     |
| 24    | MED   | Johan Rodríguez  | 89' |
| 30    | MED   | Fabrizio Ruiz    |     |
| 9     | DEL   | Jesús Leyva      | 72' |
| D. T. | D. T. | Héctor Real      |     |

| 15 | Delantero      | Rafael Briseño   | 63' |
| 37 | Centrocampista | Edgar Piña       | 63' |
| 12 | Centrocampista | Adolfo Reynaga   | 81' |
| 43 | Defensa        | Osvaldo González | 86' |
| 28 | Centrocampista | Hugo López       | 86' |

| 33 | Delantero | Gamaliel Sánchez | 45' |
| 7  | Delantero | Luis Cruz        | 72' |
| 19 | Defensa   | Carlos Prieto    | 72' |
| 13 | Defensa   | Luis González    | 89' |

| 81' · 85' | Gamaliel Sánchez Johan Rodríguez | 0:1 0:2 |

| 45' · 82' | Luis Flores Ángel González |

| 34' · 59' · 68' · 83' | Juan Cruz Sergio Vázquez Fabrizio Ruiz Edder Martínez |

| 90' | Juan Martínez |

| Principal  | Omar Alejandro Ortega García    |
| Asistentes | Ismael Abdiel Reyes Rodríguez   |
|            | Kevin Eduardo Pérez Villalpando |
| Cuarto     | Jairo Jovani Sosa Martínez      |

| 1     | POR   | Efrén López     |     |
| 3     | DEF   | Alejandro Cruz  |     |
| 4     | DEF   | Luis Flores     |     |
| 5     | DEF   | Christian López |     |
| 23    | DEF   | Joshua Navarro  | 63' |
| 31    | DEF   | Ángel González  | 86' |
| 6     | MED   | Johan Casillas  |     |
| 10    | MED   | Víctor Arteaga  | 86' |
| 11    | MED   | Hugo Rojas      | 63' |
| 20    | MED   | Daniel Sanabria | 81' |
| 21    | DEL   | Octavio Botello |     |
| D. T. | D. T. | Juan Martínez   |     |

| 1     | POR   | Edder Martínez   |     |
| 3     | DEF   | Jesús González   | 72' |
| 4     | DEF   | Diego Hernández  |     |
| 16    | DEF   | Eduardo Pastrana |     |
| 27    | DEF   | Sergio Vázquez   |     |
| 8     | MED   | Tomás Montano    | 45' |
| 10    | MED   | Fernando Cruz    |     |
| 14    | MED   | Cruz Leal        |     |
| 24    | MED   | Johan Rodríguez  | 89' |
| 30    | MED   | Fabrizio Ruiz    |     |
| 9     | DEL   | Jesús Leyva      | 72' |
| D. T. | D. T. | Héctor Real      |     |

| 15 | Delantero      | Rafael Briseño   | 63' |
| 37 | Centrocampista | Edgar Piña       | 63' |
| 12 | Centrocampista | Adolfo Reynaga   | 81' |
| 43 | Defensa        | Osvaldo González | 86' |
| 28 | Centrocampista | Hugo López       | 86' |

| 33 | Delantero | Gamaliel Sánchez | 45' |
| 7  | Delantero | Luis Cruz        | 72' |
| 19 | Defensa   | Carlos Prieto    | 72' |
| 13 | Defensa   | Luis González    | 89' |

| 81' · 85' | Gamaliel Sánchez Johan Rodríguez | 0:1 0:2 |

| 45' · 82' | Luis Flores Ángel González |

| 34' · 59' · 68' · 83' | Juan Cruz Sergio Vázquez Fabrizio Ruiz Edder Martínez |

| 90' | Juan Martínez |

| Principal  | Omar Alejandro Ortega García    |
| Asistentes | Ismael Abdiel Reyes Rodríguez   |
|            | Kevin Eduardo Pérez Villalpando |
| Cuarto     | Jairo Jovani Sosa Martínez      |

| Campeón Copa Conecta 2024 |
| ------------------------- |
|                           |
| Racing Porto Palmeiras    |
| 1.º Título                |